# Arame (Maranhão)
Pour les articles homonymes, voir Arame (homonymie).
Arame est une municipalité brésilienne située dans l'État du Maranhão.